# 王家光
王家光（16世紀—17世紀），字君寵，號謙山，湖廣承天府沔陽州人，明朝政治人物。

## 生平
王家光年輕時閱讀諸子百家，為諸生時考試總奪頭名，萬曆元年（1573年）以《詩經》成舉人經魁，十四年（1586年）授黟縣知縣，蒞任不久就興建縣城大門、重建儒學，又修建關帝廟，同時續纂陳九疇的縣志。之後他陞任太平府通判卻不赴任，回鄉在城南修築百花園於隅，每天和朋友宴客，著有《政績議略》、《鄉約事宜》等作品。

## 引用
1. 1 2  光緒《沔陽州志·卷九·人物志》：王家光，字君寵，少讀子史百家諸書，為諸生時試輒冠軍，萬厯癸酉以詩經魁省試，任黟縣令有廉能聲，轉太平通判不仕歸；為百花園於城南隅，日宴賓客故人諸子，供滫瀡以佐□□□。
2. ↑  同治《黟縣志·卷四·職官志》：王家光，湖廣沔陽州人，萬厯十四年知黟縣事，下車百廢具舉，新建縣大門、重建儒學，又建關聖廟。因陳公九疇邑志續纂成編，二十年內召著有《政績議略》、《鄉約事宜》諸書。字君寵，號謙山，蓋三楚聞人也。